# Parque Natural Obô de São Tomé
Parque Natural Obô de São Tomé (englisch: Obô Natural Park of São Tomé) ist ein Naturpark in São Tomé und Príncipe. Er erstreckt sich über Teile der Distrikte Caué, Lembá, Lobata und Mé-Zóchi und umfasst eine Fläche von 195 km² auf der Insel São Tomé. Er wurde 2006 gegründet und bisher noch keiner IUCN-Kategorie zugeordnet. Zusammen mit dem Parque Natural Obô do Príncipe bildet er das Hauptschutzgebiet der Insel.

## Geographie
Der Naturpark umfasst drei geographisch getrennte Areale:
- das zentrale Vulkanmassiv mit dem Pico de São Tomé und Pico Cão Grande
- die Zone um Malanza, an einer Bucht im Süden der Insel[6]
- die Zone um Praia das Conchas und Lagoa Azul im Norden des Staates.

Südlich erstrecken sich die Hügel der Mamas de Mussacavu.
Die Vulkanberge der Kamerunlinie erheben sich bis auf eine Höhe von 2024 m und dementsprechend ergibt sich eine erhebliche Vielfalt an Habitaten und Biotopen. Vor allem die unberührten tropischen Regenwälder sind für die Forschung kostbar und es gibt differenzierte Wald- und Pflanzengesellschaften, wie Tieflandregenwälder, Bergnebelwälder sowie Mangrovengebiete und Savanne. Neben unberührten Atlantic high altitude rainforest (Gebirgsregenwäldern) gibt es auch Sekundärwälder (capoeira), welche auf verlassenen Plantagen gedeihen.
1988 stuften Wissenschaftler die Wälder von São Tomé und Príncipe als zweitwichtigste Wälder in Bezug auf ihre Bedeutung von 75 schützenswerten Wäldern in Afrika ein; die meisten Arten, die auf der Insel vorkommen, sind auch im Nationalpark zu finden. Der World Wide Fund for Nature (WWF) hat die Wälder unter den Global 200 gelistet und sie gelten auch als Important Bird Area (IBA).

## Flora und Fauna
Es gibt ca. 700 Pflanzenarten auf der Insel, von denen 95 endemisch sind. Zu den nennenswerten Pflanzen gehört die immergrüne Konifere Afrocarpus mannii. Auch Orchideen, Farne und Moose sind häufig vertreten.
16 endemische Vogelarten gibt es auf der Insel, unter anderen Langschwanz-Oliventaube (Columba thomensis), São-Tomé-Ibis (São Tomé ibis, Bostrychia bocagei), Newton-Würger (São Tomé fiscal, Lanius newtoni), Stummelschwanzstelze (São Tomé shorttail, Amaurocichlia bocagei), Einfarbgimpel (São Tomé grosbeak, Crithagra concolor), Riesen-Sonnenvogel (Giant sunbird, Dreptes thomensis), São Tomé oriole (Oriolus crassirostris) und São-Tomé-Drossel (Turdus olivaceofuscus). Die Amphibien Ptychadena newtoni, Hyperolius thomensis, Hyperolius molleri, Phrynobatrachus leveleve und Schistometopum thomense leben im Parkgebiet. Die São-Tomé-Spitzmaus (Crocidura thomensis) ist das einzige endemische terrestrische Säugetier. Dafür gibt es drei endemische Arten Fledermäuse: São-Tomé-Flughund (São Tomé collared fruit bat – Myonycteris brachycephala), São-Tomé-Bulldoggfledermaus (Chaerephon tomensis) und São-Tomé-Blattnase (São Tomé leaf-nosed bat – Hipposideros thomensis). Zu den Wirbellosen zählen Theretra viridis, Hyalobathra barnsalis und Pseudoclanis tomensis, sowie die Ameise Tetramorium renae.

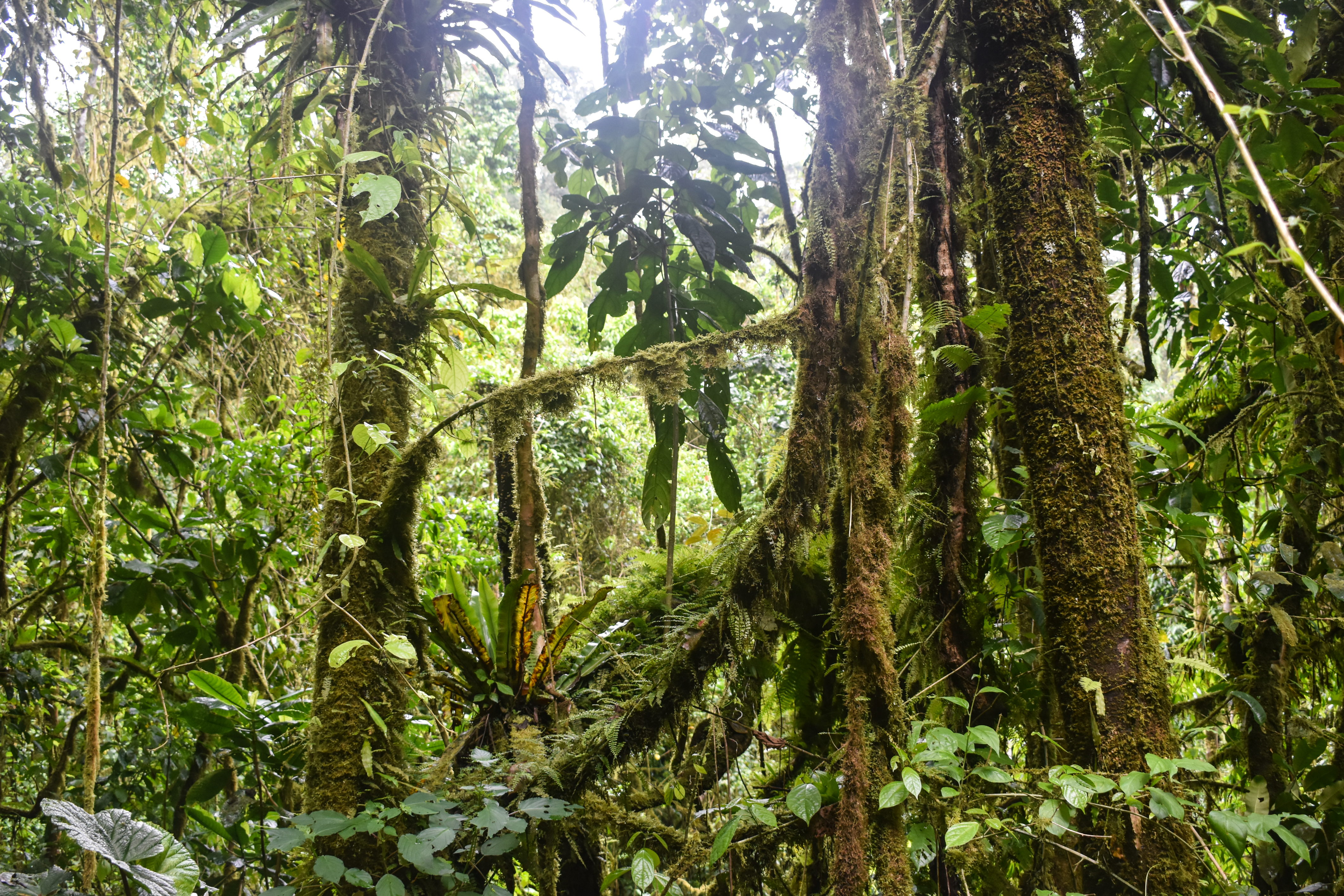
Nebelwald im Obo National Park.
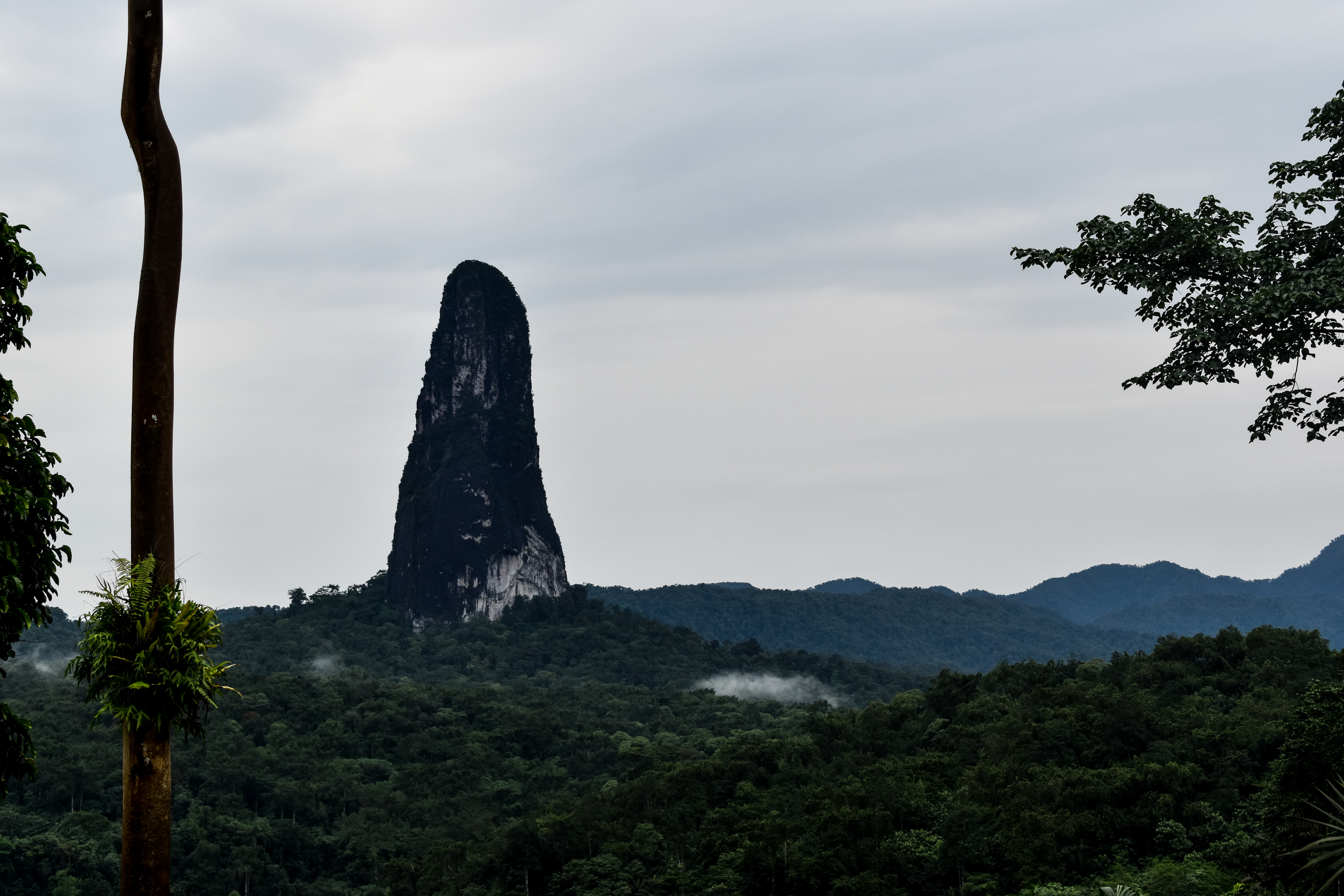
Pico Cao Grande von Südosten aus gesehen.
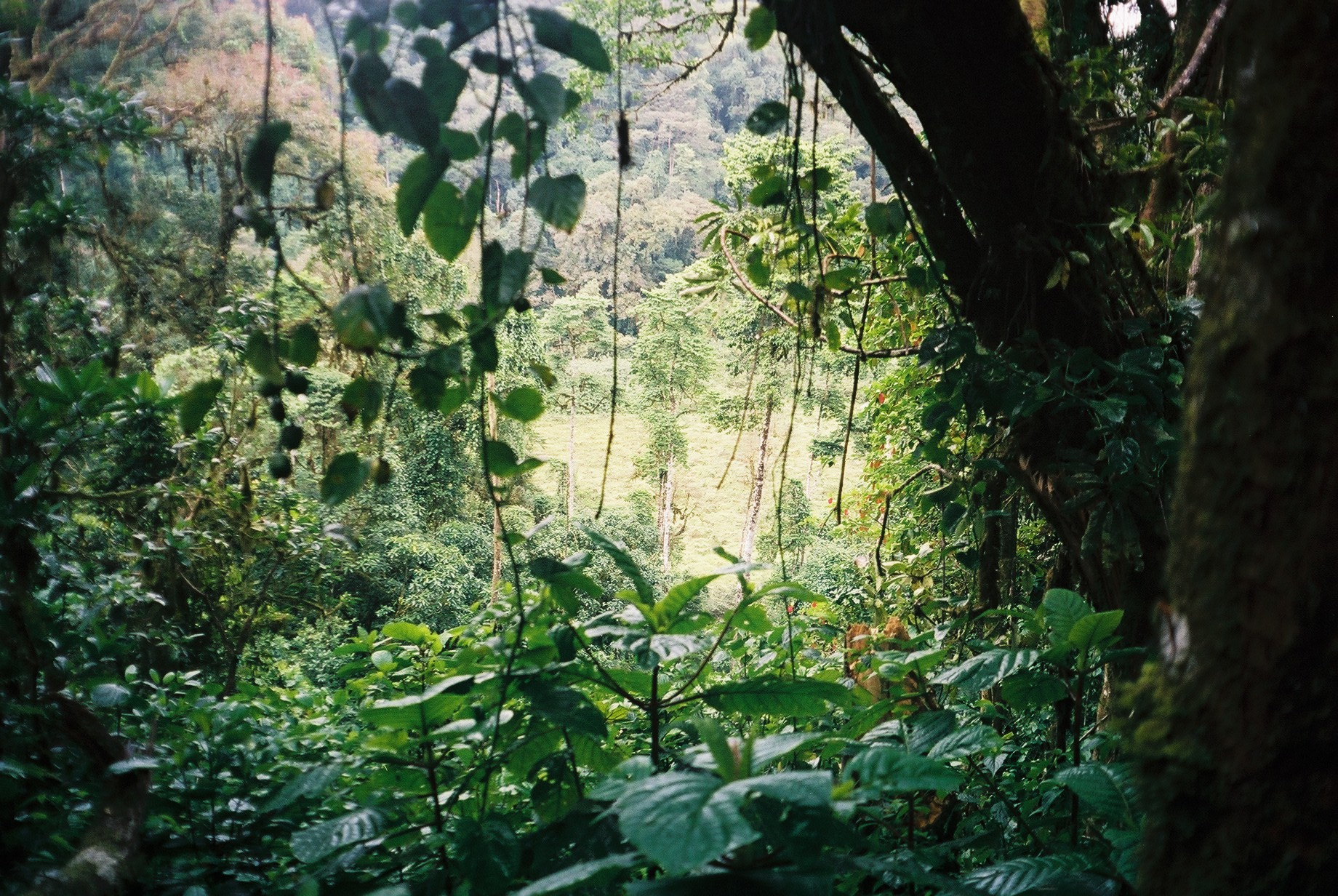
Typische Waldlandschaft im Park.